# 北会津町白山
北会津町白山（きたあいづまち はくさん）は、福島県会津若松市の大字である。郵便番号は965-0112。

## 地理
会津若松市北西部の北会津地区（旧北会津郡北会津村域）に属する。北東で北会津町中里、南で北会津町下荒井、北西で北会津町石原とそれぞれ隣接する。北会津村が会津若松と合併する際に大字下荒井と大字中石のうち甲のそれぞれ一部が分離し新設された区域である。北会津地区北部に位置し、白山沼北側周辺の一角を範囲とする。域内全域にわたり集落が広がり、東端部を福島県道72号会津坂下会津本郷線がかすめる。北会津地区の他大字と同様に集落がある区画には「字」以降を付けず、大字に直接番地が続く住所表記がなされる。

### 主な字
字
- 芝原
- 中里前
- 中舘
- 平田後
- 谷地

## 歴史
- 2004年11月1日 - 北会津村が会津若松市に編入されるのに伴い、旧来の大字下荒井のうち字平田後、芝原、中里前のそれぞれ一部と、大字中石のうち字中舘甲、谷地甲のそれぞれ一部が北会津町白山として新設される。

## 世帯数と人口
2024年1月1日現在の世帯数と人口は以下の通りである。
| 大字         | 世帯数 | 人口 |
| ------------ | ------ | ---- |
| 北会津町白山 | 8世帯  | 15人 |

## 小・中学校の学区
市立小・中学校に通う場合、学区は以下の通りとなる。
| 番地 | 小学校                 | 中学校                   |
| ---- | ---------------------- | ------------------------ |
| 全域 | 会津若松市立荒舘小学校 | 会津若松市立北会津中学校 |

## 交通

### 道路
- 福島県道72号会津坂下会津本郷線
- 幹線一級市道30号